# 대한민국 해군 순항훈련
순항훈련(巡航訓練, Cruise Training)은 임관을 앞둔 사관생도들에게 해군 장교로서 필요한 전문지식과 실무 적응능력을 배양시키고 순방국과 우호를 증진시키기 위한 다목적 군사훈련이다. 훈련을 위해 순항훈련전단이 구성되며, 전단장은 보통 해군사관학교의 생도대장(부교장 겸임)인 해군준장, 참모장은 해군대령, 참모장 예하에 인사, 정보, 군수, 통신, 공보 등 각 분야의 참모들이 실무자로 순항훈련을 이끌어간다. 실습대장은 해군중령 혹은 해병중령이 맡기도 한다.

## 역사
1954년 해사 9기 생도를 대상으로 처음 시작하여, 이후 매년 실시되고 있다. 훈련 기간과 항해 코스는 국력신장과 더불어 점차 장기간, 장거리로 늘어났다. 1950년대와 1960년대 초에는 동남아 지역을 순항하는데 그쳤으나, 1970년대에는 미주지역과 중동, 아프리카 지역으로 순항 항로를 개척하였으며, 호주, 뉴질랜드, 피지, 리바울 등 20여 지역을 순항하였다. 특히 1991년도 순항훈련에서는 4개월여의 기간 동안 동남아지역을 거쳐 한국 해군 최초로 수에즈 운하를 통과, 지중해/대서양 등 유럽 해역을 순항하였다. 1994년 순항훈련에서는 최초로 러시아와 일본에 기항하였다.  2020년에는 코로나19 상황으로 제한된 여건 속에서 진행되었다. 기항지를 대폭 축소하고 대외활동도 모두 취소했고, 항해훈련도 2단계로 시행했다. 1단계는 원양 항해훈련으로 먼바다에서 훈련을 실시하며 포트클랑과 괌을 방문하였다. 2단계는 국내 항해훈련으로 제주도를 중심으로 동·서·남해 훈련을 이어갔다. 2021년은 대한민국 해군 최초로 베링해를 항해했다. 2024년에는 군수지원함인 대청함은 국내 출발구간인 진해-하와이 구간과 국내 도착구간인 괌-진해 구간에만 참가하고 대부분의 구간은 한산도함만 참가하였다. 1992년, 1995년, 2007년, 2013년, 2015년, 2019년, 2023년에는 세계일주 순항훈련을 실시하기도 하였다.

## 역대 순항훈련
| 연도 | 전단장      | 전력                   | 방문국/기항지 |
| ---- | ----------- | ---------------------- | --- |
| 2024 | 준장 김동래 | 한산도, 대청           | 미국, 캐나다, 멕시코, 에콰도르, 프랑스령 폴리네시아, 피지, 뉴질랜드, 호주 등 8개국 10개항                                                                         |
| 2023 | 준장 조충호 | 한산도, 화천           | 미국, 콜롬비아, 캐나다, 독일, 영국, 프랑스, 스페인, 이집트, 사우디아라비아, 인도, 방글라데시, 필리핀, 일본 등 13개국 14개항                                       |
| 2022 | 준장 강동구 | 한산도, 대청           | 베트남, 말레이시아, 인도, 인도네시아, 파푸아뉴기니, 호주, 뉴질랜드, 피지, 미국 등 9개국 10개항                                                                    |
| 2021 | 준장 박규백 | 왕건, 소양             | 미국, 캐나다 등 2개국 5개항 |
| 2020 | 준장 김경철 | 강감찬, 소양           | 말레이시아, 미국 등 2개국 2개항 |
| 2019 | 준장 양민수 | 문무대왕, 화천         | 필리핀, 베트남, 태국, 인도, 이집트, 이탈리아, 네덜란드, 스웨덴, 노르웨이, 미국, 콜롬비아, 캐나다 등 12개국 14개항                                                 |
| 2018 | 준장 이수열 | 충무공 이순신, 대청    | 미국, 멕시코, 프랑스, 벨기에, 독일, 영국, 포르투갈, 파나마, 프랑스령 폴리네시아, 파푸아뉴기니, 중국 등 11개국 13개항                                              |
| 2017 | 준장 양용모 | 강감찬, 화천           | 베트남, 인도, 아랍에미리트, 쿠웨이트, 스리랑카, 인도네시아, 태국, 말레이시아, 미국, 일본 등 10개국 10개항                                                         |
| 2016 | 준장 이상훈 | 충무공 이순신, 천지    | 일본, 러시아, 미국, 프랑스령 폴리네시아, 뉴질랜드, 호주, 파푸아뉴기니, 인도네시아, 싱가포르, 말레이시아, 베트남 등 11개국 12개항                                  |
| 2015 | 준장 김종삼 | 강감찬, 대청           | 중국, 태국, 인도, 사우디아라비아, 이집트, 터키, 이탈리아, 스페인, 프랑스, 네덜란드, 영국, 캐나다, 미국, 콜롬비아, 멕시코 등 15개국 16개항                         |
| 2014 | 준장 천정수 | 최영, 천지             | 미국, 호주, 뉴질랜드, 파푸아뉴기니, 인도네시아, 스리랑카, 인도, 미얀마, 말레이시아, 베트남, 러시아 등 11개국 11개항                                               |
| 2013 | 준장 장수홍 | 대조영, 화천           | 싱가포르, 말레이시아, 인도, 터키, 영국, 프랑스, 벨기에, 덴마크, 스웨덴, 노르웨이, 캐나다, 미국, 파나마, 에콰도르 등 14개국 15개항                                 |
| 2012 | 준장 박문영 | 충무공 이순신, 대청    | 러시아, 미국, 멕시코, 콜롬비아, 페루, 칠레, 뉴질랜드, 호주, 파푸아뉴기니, 중국 등 10개국 11개항                                                                   |
| 2011 | 준장 최양선 | 강감찬, 천지           | 베트남, 스리랑카, 사우디아라비아, 터키, 이탈리아, 프랑스, 그리스, 인도, 말레이시아, 일본 등 10개국 10개항                                                         |
| 2010 | 준장 이병권 | 양만춘, 화천           | 캐나다, 미국, 뉴질랜드, 호주, 인도네시아, 태국, 필리핀 등 7개국 8개항                                                                                             |
| 2009 | 준장 김동균 | 최영, 대청             | 브루나이, 스리랑카, 사우디아라비아, 이탈리아, 프랑스, 이집트, 지부티, 싱가포르, 필리핀 등 9개국 9개항                                                             |
| 2008 | 준장 윤영식 | 대조영, 천지           | 러시아, 일본, 태국, 싱가포르, 인도, 이집트, 터키, 그리스, 오만, 아랍에미리트연합, 바레인, 몰디브, 말레이시아, 인도네시아, 베트남 등 15개국 15개항                 |
| 2007 | 준장 임철순 | 충무공 이순신, 화천    | 중국, 베트남, 인도, 이집트, 이탈리아, 프랑스, 스페인, 미국, 일본 등 9개국 12개항                                                                                  |
| 2006 | 준장 손정목 | 대조영, 대청           | 러시아, 일본, 미국, 캐나다, 멕시코, 프랑스령 폴리네시아, 뉴질랜드, 호주, 솔로몬 등 9개국 12개항                                                                   |
| 2005 | 준장 최윤희 | 충무공 이순신, 천지    | 싱가포르, 오만, 이집트, 포르투갈, 영국, 독일, 프랑스, 이탈리아, 그리스, 터키, 인도, 중국 등 12개국 12개항                                                         |
| 2004 | 준장 오성규 | 양만춘, 화천, 원산     | 러시아, 일본, 미국, 캐나다, 멕시코, 프랑스령 폴리네시아 등 6개국 10개항                                                                                           |
| 2003 | 준장 김중련 | 양만춘, 대청, 원산     | 중국, 필리핀, 베트남, 태국, 싱가포르, 말레이시아, 인도네시아, 파푸아뉴기니, 호주, 뉴질랜드, 피지, 솔로몬, 미국 등 13개국 13개항                                   |
| 2002 | 준장 장승학 | 광개토대왕, 천지, 제주 | 일본, 러시아, 프랑스령 폴리네시아, 칠레, 페루, 에콰도르, 과테말라, 멕시코, 미국 등 9개국 14개항                                                                   |
| 2001 | 준장 안기석 | 을지문덕, 화천, 부산   | 중국, 베트남, 태국, 말레이시아, 싱가포르, 방글라데시, 몰디브, 인도, 인도네시아, 브루나이 등 10개국 10개항                                                         |
| 2000 | 준장 정병칠 | 광개토대왕, 대청, 청주 | 러시아, 미국, 캐나다, 멕시코, 과테말라, 페루, 프랑스령 폴리네시아, 호주, 필리핀, 일본 등 10개국 13개항                                                            |
| 1999 | 준장 조학제 | 경북, 제주, 화천       | 베트남, 태국,인도네시아, 솔로몬, 호주, 뉴질랜드, 피지, 사모아, 미국 등 9개국 9개항                                                                                |
| 1998 | 준장 최기출 | 서울, 대청             | 러시아, 홍콩, 싱가포르, 방글라데시, 말레이시아, 브루나이, 필리핀, 일본 등 8개국 8개항                                                                             |
| 1997 | 준장 이상필 | 천지, 마산, 청주       | 캐나다, 미국, 멕시코, 과테말라, 에콰도르, 칠레, 프랑스령 폴리네시아, 등 7개국 11개항                                                                              |
| 1996 | 준장 오승렬 | 천지, 충남, 전남       | 러시아, 필리핀, 말레이시아, 싱가포르, 방글라데시, 인도네시아, 파푸아뉴기니, 호주, 뉴질랜드, 피지, 미국, 일본 등 12개국 12개항                                     |
| 1995 | 준장 정병두 | 천지, 부산, 청주       | 태국, 인도네시아, 사우디아라비아, 루마니아, 불가리아, 이탈리아, 프랑스, 모로코, 스페인, 미국, 푸에르토리코, 베네수엘라, 콜롬비아, 파나마, 멕시코 등 15개국 19개항 |
| 1994 | 준장 한상기 | 천지,서울,마산         | 말레이시아, 스리랑카, 사우디아라비아,이탈리아, 영국, 독일, 프랑스, 스페인, 포르투칼, 그리스, 터키, 러시아, 인도,이집트,인도네시아, 일본 16개국 16개항             |
| 1992 | 소장 윤광웅 | 충남, 마산             | 미국, 멕시코, 파나마, 베네수엘라, 브라질, 나이지리아, 세네갈, 포르투칼, 프랑스, 이탈리아, 이집트, 사우디아라비아, 몰디브, 말레이시아 등 14개국 18개항             |